# 画人测验
画人测试（Draw-a-Person test）是一种投射测验、性格測試以及心理測驗，画人测试要求测试者使用简单的美术工具把人物畫出來。画人测试对人的形象没有具体要求。测试者画完以后，相關人士再按照标准化的量表對測試者评分。画人测试主要用來评估儿童和青少年。该测试由弗洛伦斯·古迪纳夫于1926年發明。